# Бредештій-Бетринь
Бредештій-Бетринь, Бредештій-Бетрині (рум. Brădeștii Bătrâni) — село у повіті Долж в Румунії. Входить до складу комуни Бредешть.
Село розташоване на відстані 192 км на захід від Бухареста, 22 км на північний захід від Крайови.

## Населення
За даними перепису населення 2002 року у селі проживали 472 особи, усі — румуни. Усі жителі села рідною мовою назвали румунську.